# Волтер Гілберт
Волтер Гілберт; (англ. Walter Gilbert; нар. 21 березня 1932, Бостон, США) — американський фізик, біохімік і молекулярний біолог, лауреат Нобелівської премії з хімії.

## Біографія і наукова робота
Гілберт народився в Бостоні, закінчив Гарвардський і Кембриджський університети, після чого працював у Гарвардському університеті. Разом з Аланом Мексемом розробив новий метод секвенування ДНК. У 1979 році разом з Фредеріком Сенгером отримав премію Луїзи Гросс Горвіц. У наступному 1980 разом з тим же Сенгером Гілберт отримав Нобелівську премію з хімії за метод секвенування ДНК, яку вони розділили з Полом Бергом. Гілберт перший запропонував термін гіпотеза «світу РНК» про походження життя, яку вперше висловив Карл Воуз в 1967 році.